# Metalectra agriodes
Metalectra agriodes là một loài bướm đêm trong họ Erebidae.